# Büyük Karacaören, Oğuzeli
Büyükkaracaören là một xã thuộc huyện Oğuzeli, tỉnh Gaziantep, Thổ Nhĩ Kỳ. Dân số thời điểm năm 2011 là 573 người.